# Prosopocoilus bruijni
Prosopocoilus bruijni là một loài bọ cánh cứng trong họ Lucanidae. Loài này được Oberthur mô tả khoa học năm 1879.